# Thor: Tales of Asgard
Thor: Tales of Asgard (br.: Thor, o filho de Asgard) é um filme de animação estadunidense de 2011, dirigido por Sam Liu e lançado diretamente para vídeo. O roteiro de Greg Johnson se baseia nas aventuras da série de história em quadrinhos da Marvel Comics "Tales of Asgard", escrita por Stan Lee durante a década de 1960, e que adaptou lendas nórdicas, tendo como protagonistas os chamados Deuses de Asgard, principamente Thor, Odin, Loki e Os Três Guerreiros. O filme é o oitavo da série produzida pela Marvel Animation e distribuida pela Lionsgate Entertainment. O lançamento original em DVD e Blu-ray foi em 17 de maio de 2011 pouco depois do lançamento do filme Thor, feito pela Marvel Studios em maio do mesmo ano.

## Elenco
- Matthew Wolf...Thor
- Rick Gomez...Loki
- Tara Strong...Sif
- Alistair Abell...Fandral
- Paul Dobson...Hogun
- Brent Chapman...Volstagg
- Christopher Britton...Odin
- Ron Halder...Algrim
- Cathy Weseluck...Brunhilda
- Michael Dobson...Geirmarr
- John Novak...Thrym
- Brian Drummond...Fenris
- Ashleigh Ball...Amora[3]

Vozes adicionais: Mark Acheson, Ashleigh Ball, Michael Dobson, Brian Drummond, Mark Gibbon, Jillian Michaels, John Novak, Ty Olsson, Venus Terzo e Cathy Weseluck.

## Sinopse
Na lendária Asgard, o príncipe Thor é um adolescente impulsivo e arrogante que gosta de exibir ao povo suas habilidades com a espada enquanto treina combater com vários guerreiros. Thor não sabe que os guerreiros o deixam vencer, mas seus amigos zombam dele e da proibição que o pai Odin lhe dera, a de impedir sair dos limites do Reino. Quando Sif abandona Asgard e se une às valquírias lideradas por Brunhilda, Thor e seu irmão Loki resolvem provar suas habilidades e viajam clandestinamente no navio dos Três Guerreiros, em busca da lendária espada mágica do demônio Surtur que se encontra perdida em algum lugar do Reino dos Gigantes de Gelo, conforme lhes ensinara Algrim, conselheiro de Odin. Mas o jovem deus não sabe que seus atos porão em risco a trégua de Odin com aqueles antigos inimigos, e que uma nova guerra poderá ser iniciada.